# Kenneth Ham
Kenneth Todd Ham (Plainfield, 12 de dezembro  de 1964) é um astronauta norte-americano.
Ham é formado em engenharia aeroespacial pela Academia Naval dos Estados Unidos e tem mestrado em engenharia aeronáutica. Qualificado com distinção pela Escola de Piloto de Teste Naval dos Estados Unidos, em 1989 foi designado aviador naval e fez curso de treinamento de combate em caças F/A-18 Hornet servindo nos anos 90 em esquadrões da marinha no Mar Mediterrâneo como piloto de combate, participando de missões na Bósnia e no norte do Iraque, e acumulando um total de 3700 horas de voo em 40 tipos diferentes de aeronaves em sua carreira.
Durante uma temporada servindo no Centro Espacial Lyndon Johnson, da NASA, ele fez parte da tripulação da aeronave de experiências em baixa gravidade, o KC-135 Stratotanker, apelidado de ‘Cometa Vômito’. 
Selecionado para a NASA em 1998, ele primeiro operou como CAPCOM – comunicador de voo – em missões do ônibus espacial, durante o lançamento e o pouso das missões e com astronautas na Estação Espacial Internacional. Em 31 de maio de 2008 foi ao espaço pela primeira vez como piloto da missão STS-124 da Discovery.
Seu segundo voo espacial foi no comando da missão STS-132, que transportou o módulo russo de pesquisa Rassvet para instalação na estrutura da ISS, em maio de 2010, última missão do ônibus espacial Atlantis ao espaço.